# Église Notre-Dame-du-Rosaire de Wierde
L'église Notre-Dame-du-Rosaire est une église catholique de style roman située à Wierde, village de la ville de Namur, dans la Province de Namur en Belgique. 
Construite à partir d'un donjon médiéval du XIe siècle, l'église fut plusieurs fois remaniée. Dédiée à Notre-Dame du Rosaire vers 1707 et restaurée une dernière fois en 1975, l'église est le lieu de culte de la communauté catholique locale.

## Historique

### La tour-donjon
À l'origine se dressait dans ce village d'origine gallo-romaine un donjon seigneurial du XIe siècle, isolé et qui n'avait qu'un rôle défensif. Propriété de la famille noble de la localité (les Wierde), il servait de refuge en cas de danger à cette famille ainsi qu'à la population environnante. 
Ce donjon était entièrement fermé : on y accédait uniquement par une porte surélevée, située au premier étage de la face sud de la tour, à laquelle on accédait par une échelle qui, une fois retirée, rendait l'accès à la tour impossible,,. Cette porte a été transformée ultérieurement en archère.
La tour était coiffée non d'un clocher mais d'un hourd,, plateforme en bois qui surmontait les murailles et permettait d'en assurer la défense.

### L'église
Beaucoup moins développée que l'actuelle église, l'église primitive était un modeste édifice en bois, adossé à la tour; elle n'avait probablement qu'une seule nef,. L'église actuelle, en pierre à nef unique avec deux collatéraux, fut construite durant la première moitié ou au milieu du XIIe siècle. Le donjon-tour devint son clocher. 
En 1194, le chapitre de la cathédrale de Liège approuve la donation du patronat de l'église de Wierde, du maître-autel et de l'autel de saint Nicolas aux religieux norbertins de l'abbaye de Géronsart par Renier et Mainier de Wierde, chanoines de Saint-Lambert de Liège, et leurs frères Philippe, Godefroid et Jacques de Wierde,,,.
En 1215, l'évêque de Liège confirme la donation du patronat de l'église de Wierde à l'abbaye de Géronsart par Philippe de Wierde et ses cohéritiers.
En 1716, la tour-clocher fut restaurée et coiffée d'une flèche en ardoise à trois niveaux.
L'église fut dévastée par un incendie en 1763 : le plafond stuqué de la nef ainsi que l'orgue baroque qui occupe la tribune du fond de la nef datent de cette année 1763.
Le chœur à chevet plat était initialement encadré de deux absidioles semi-circulaires mais l'absidiole sud fut sacrifiée en 1837 pour être aménagée en petite sacristie carrée qui en occupe aujourd'hui l'emplacement.
Les baies cintrées du chevet carré et des collatéraux ainsi que la porte percée dans le collatéral sud datent de 1865.
L'église a fait en 1975 l'objet d'une restauration menée par les architectes Bastin et Genot, assistés du sculpteur Jean Willame, qui a doté l'église d'un nouveau maître-autel, d'un chemin de croix et de nouveaux fonts baptismaux, sans oublier le linteau de la porte d'entrée. En 1990, le facteur de vitraux Louis-Marie Londot a paré l'église de nouveaux vitraux.

## Classement
L'église fait l'objet d'un classement au titre des monuments historiques depuis le 4 avril 1939.

## Architecture

### Architecture extérieure

#### La tour-clocher
À l'ouest, l'église présente une puissante tour-clocher carrée du XIe siècle qui était à l'origine un donjon isolé, comme expliqué plus haut. Édifiée en moellon de grès, cette tour est haute de 20 m, forme un carré de 9,5 m de côté et possède des murs d'environ 2 m d'épaisseur.
Elle est percée au sud d'une porte à encadrement et linteau de pierre bleue (petit granit), qui donne accès à une pièce carrée ornée d'une grande cheminée, qui faisait office d'école au XVIIIe siècle. Cette porte est surmontée d'une baie cintrée et de la porte primitive, située au premier étage et transformée ultérieurement en archère (meurtrière).
La tour est percée de nombreuses meurtrières sur ses trois côtés : deux sur la face sud (si on compte la porte primitive), trois sur la face ouest, et quatre (toutes murées) sur la face nord. Son dernier niveau est percé sur chaque face d'une baie campanaire cintrée dotée d'abat-sons, sauf la face ouest où l'emplacement est occupé par deux des meurtrières précitées.
La tour-clocher est surmontée d'une flèche octogonale à trois niveaux couverte d'ardoises. 

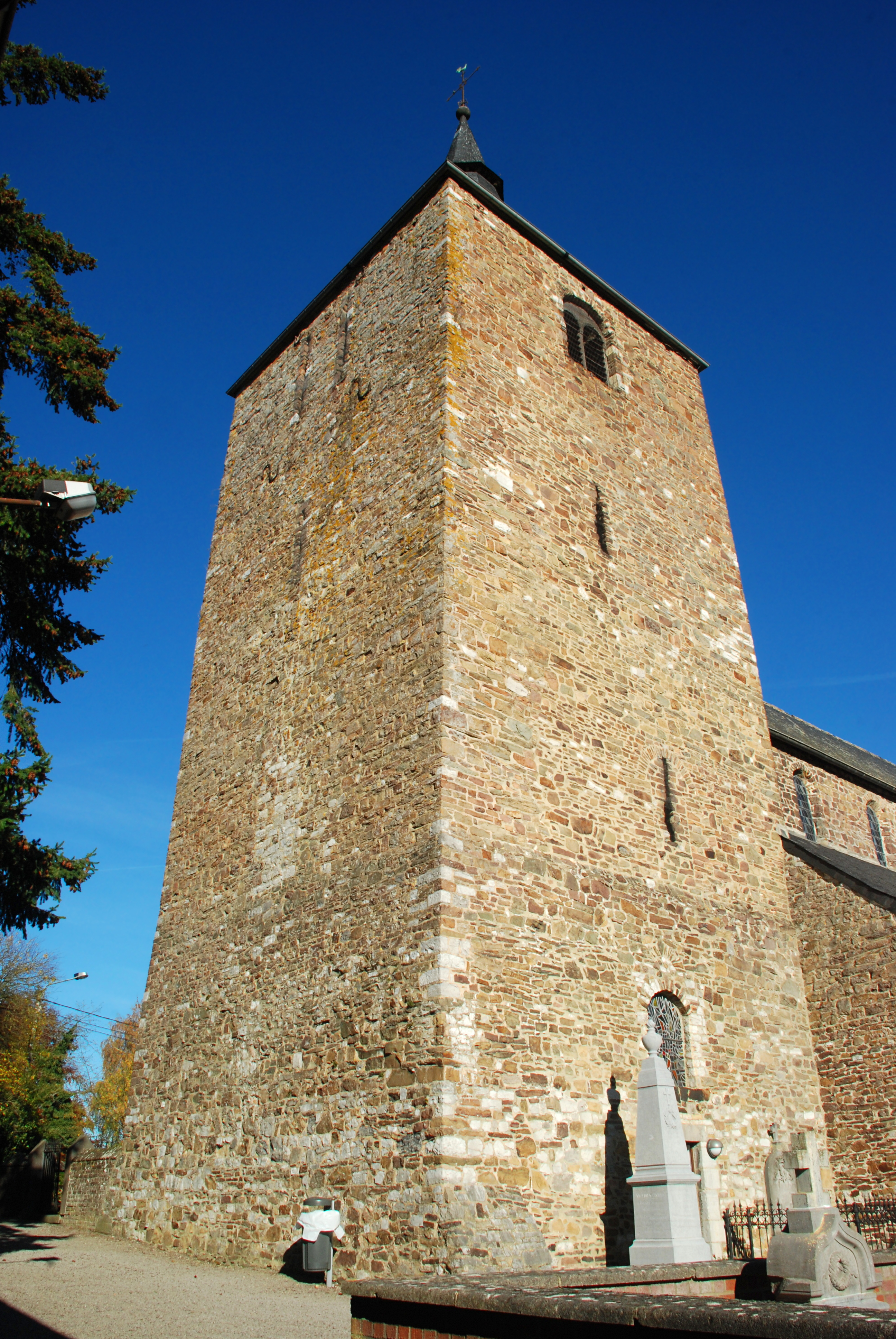
La tour vue du sud.
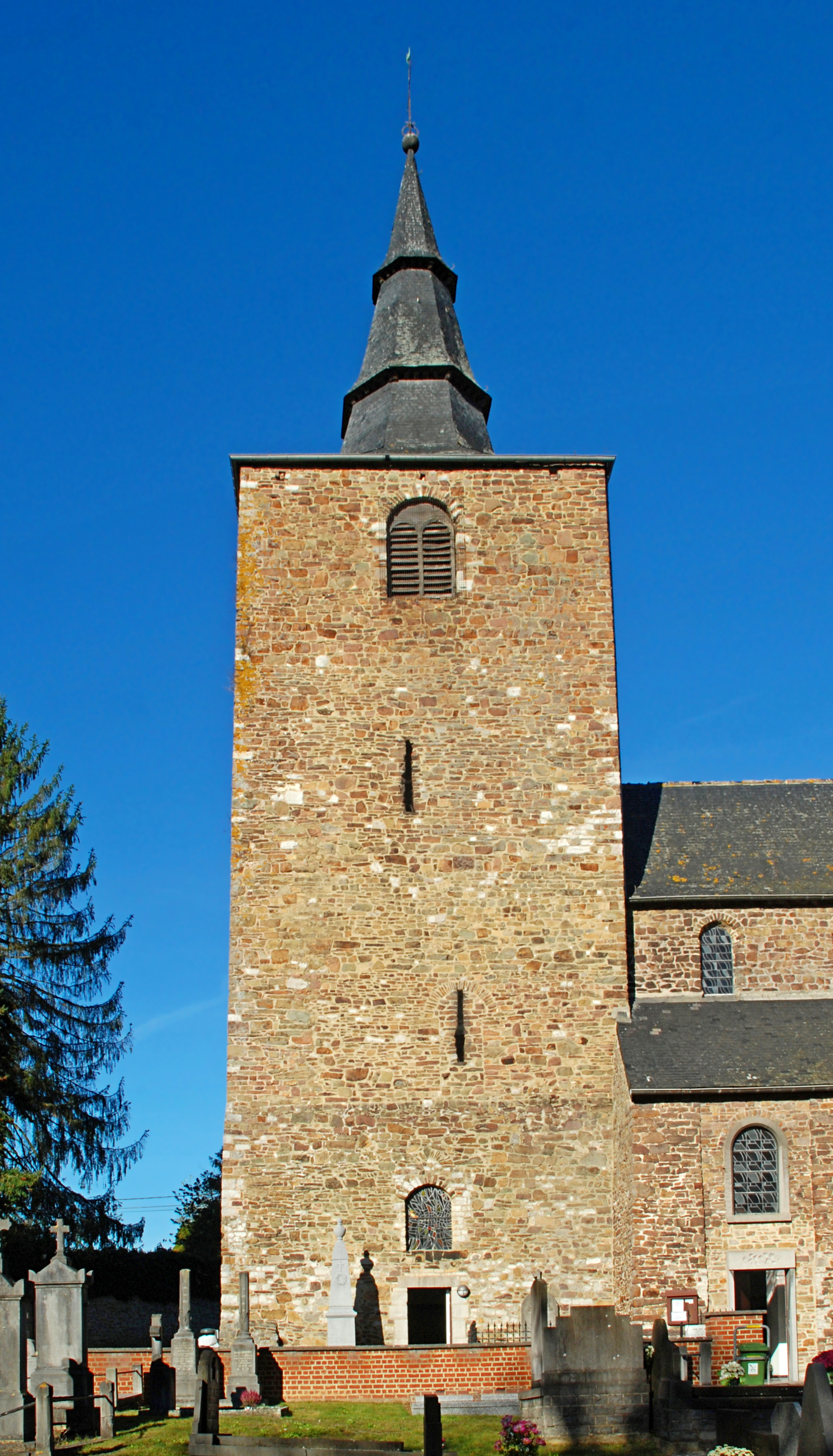
La tour vue du sud-est.
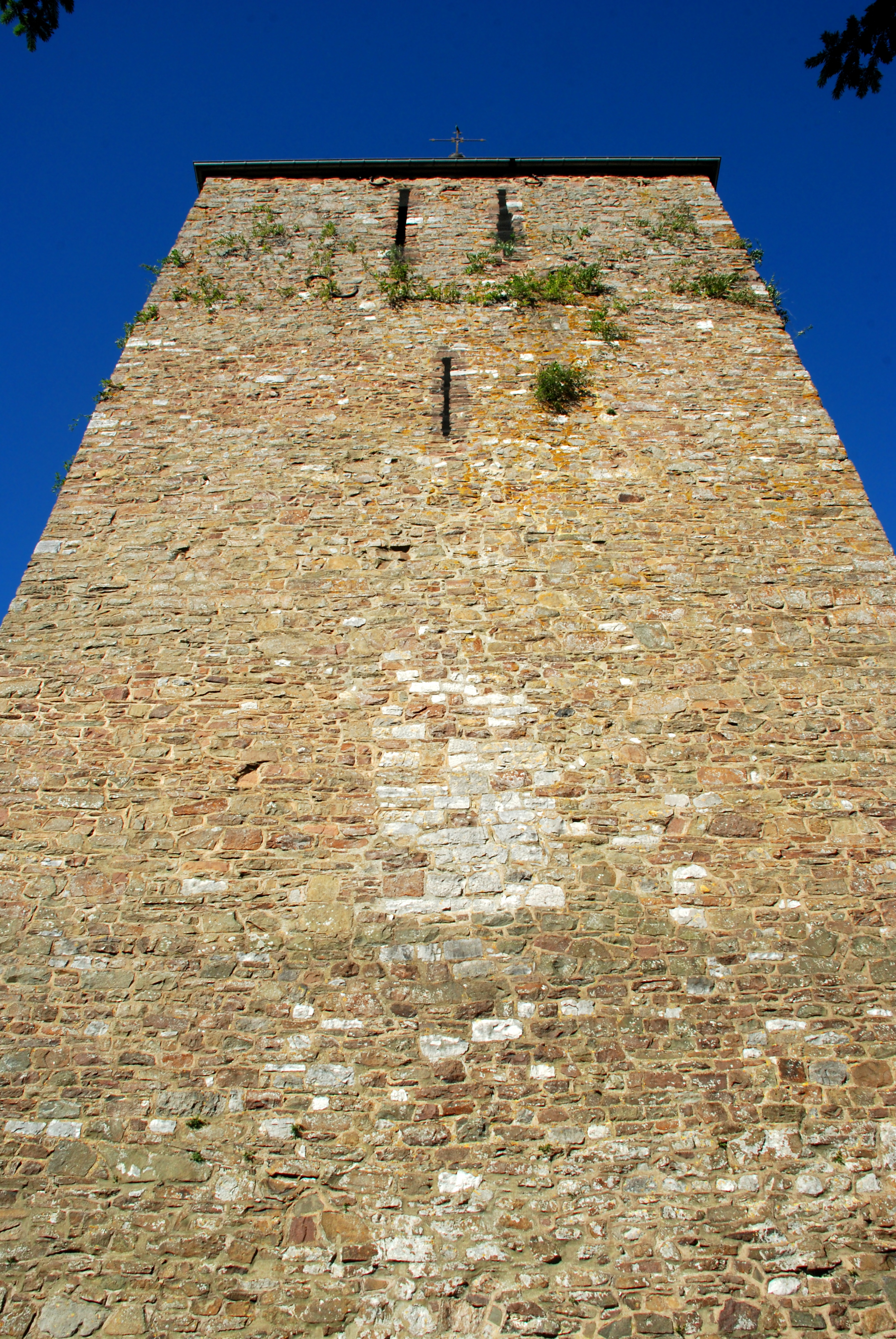
La face ouest.
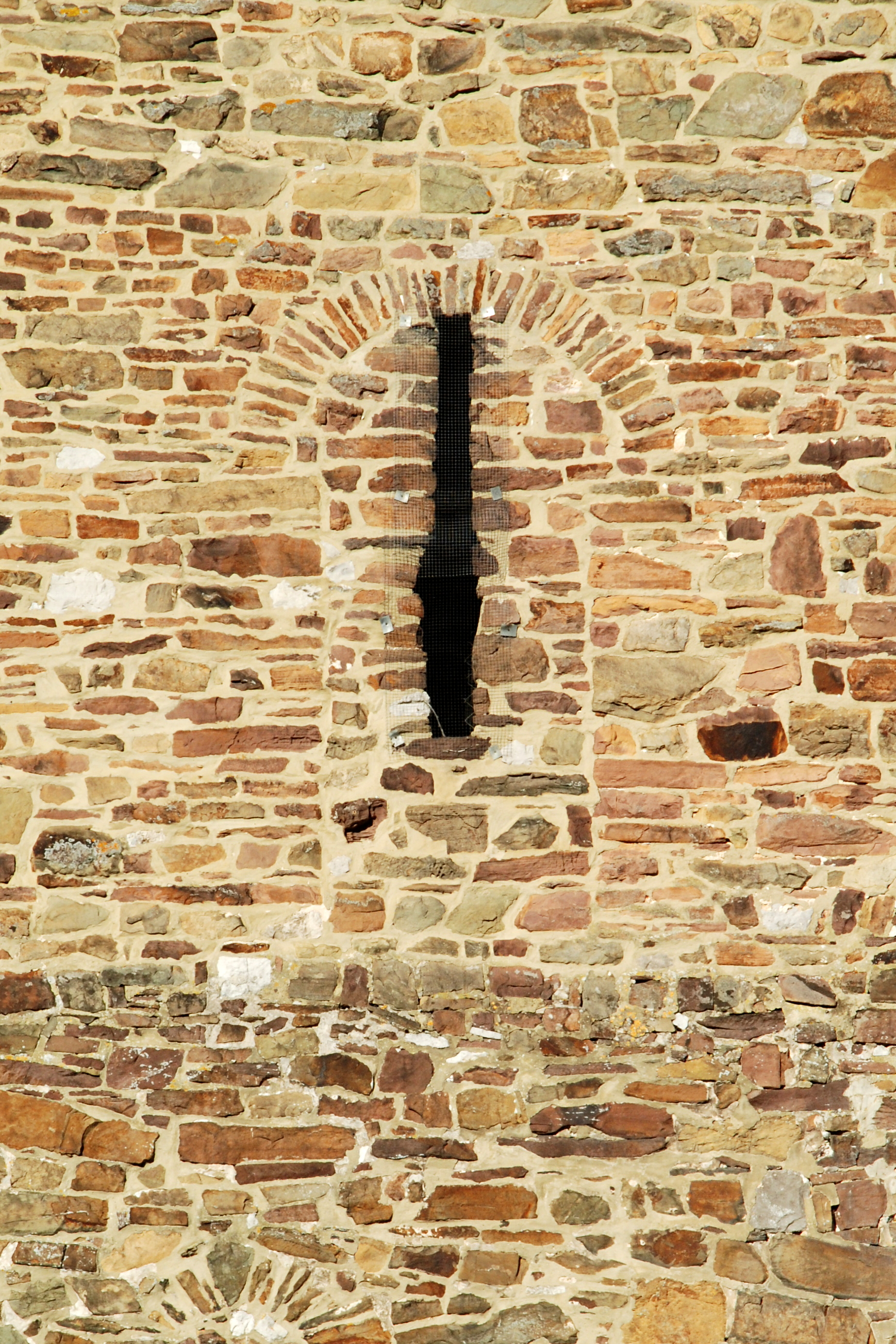
La porte primitive.

#### Le chevet
La nef centrale est terminée par un chœur à chevet plat, percé de fenêtres latérales, à l'encadrement de pierre similaire à celui des fenêtres des collatéraux. La fenêtre axiale est rouverte pendant les travaux de restauration de 1975. 
Le collatéral gauche se termine par une absidiole semi-circulaire de style roman lombard, ornée de bandes lombardes terminées par un jeu d'arcades cintrées.
Le collatéral droit, quant à lui, a perdu son absidiole et est terminée par la petite sacristie carrée construite en 1837, au-dessus de laquelle on aperçoit encore les traces d'arrachement de l'absidiole sud accessible du chœur. 

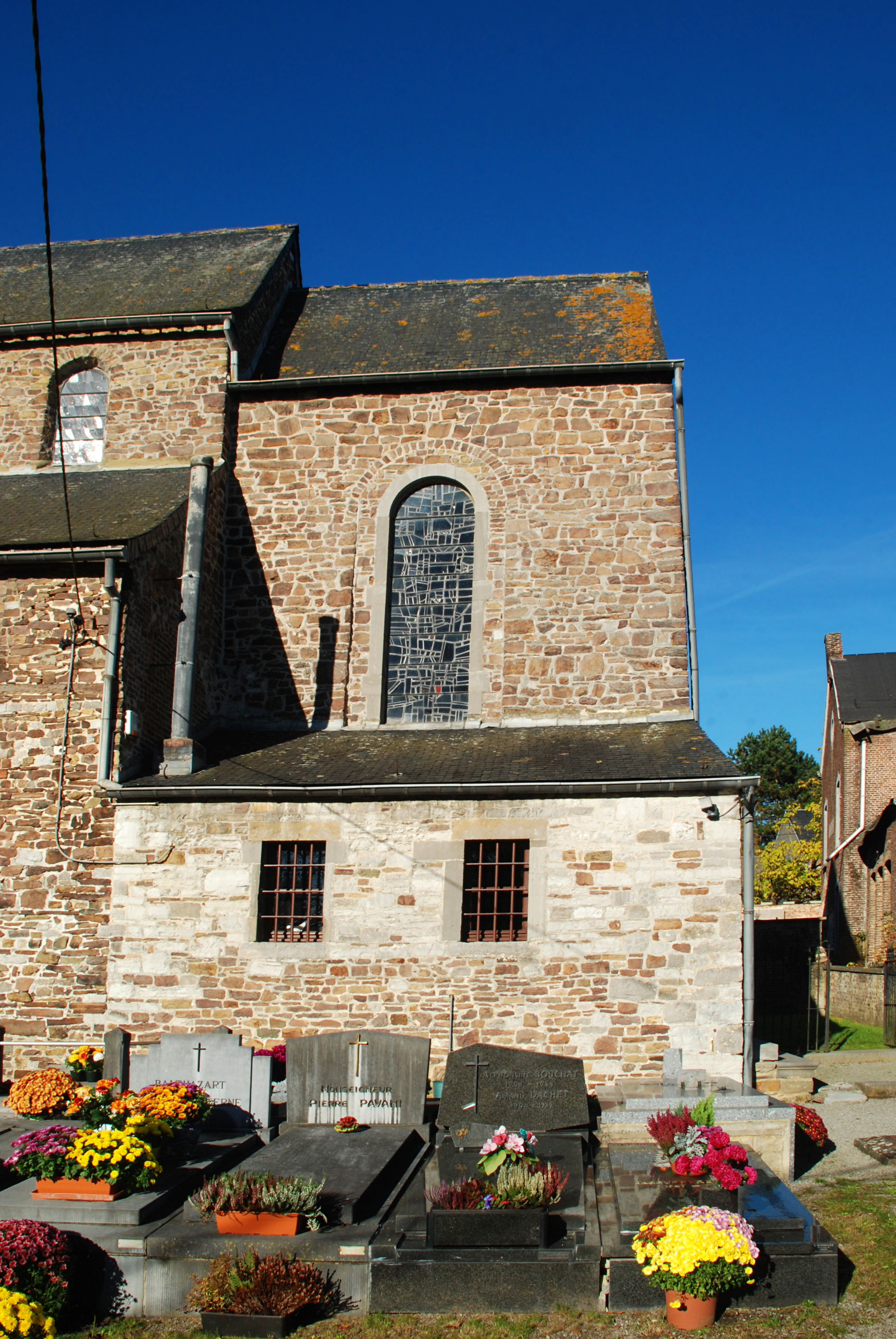
L'abside carrée.
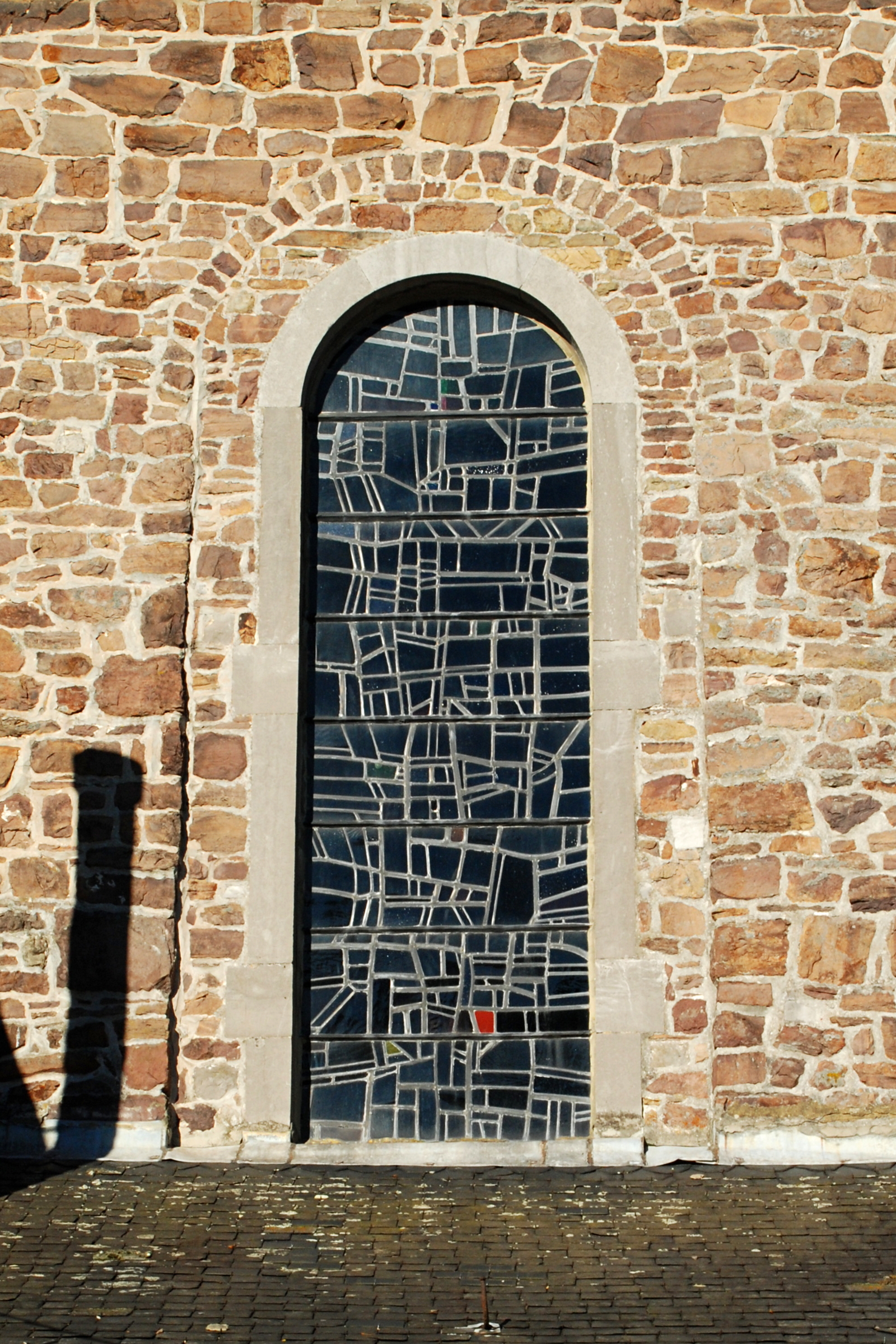
Baie de l'abside.
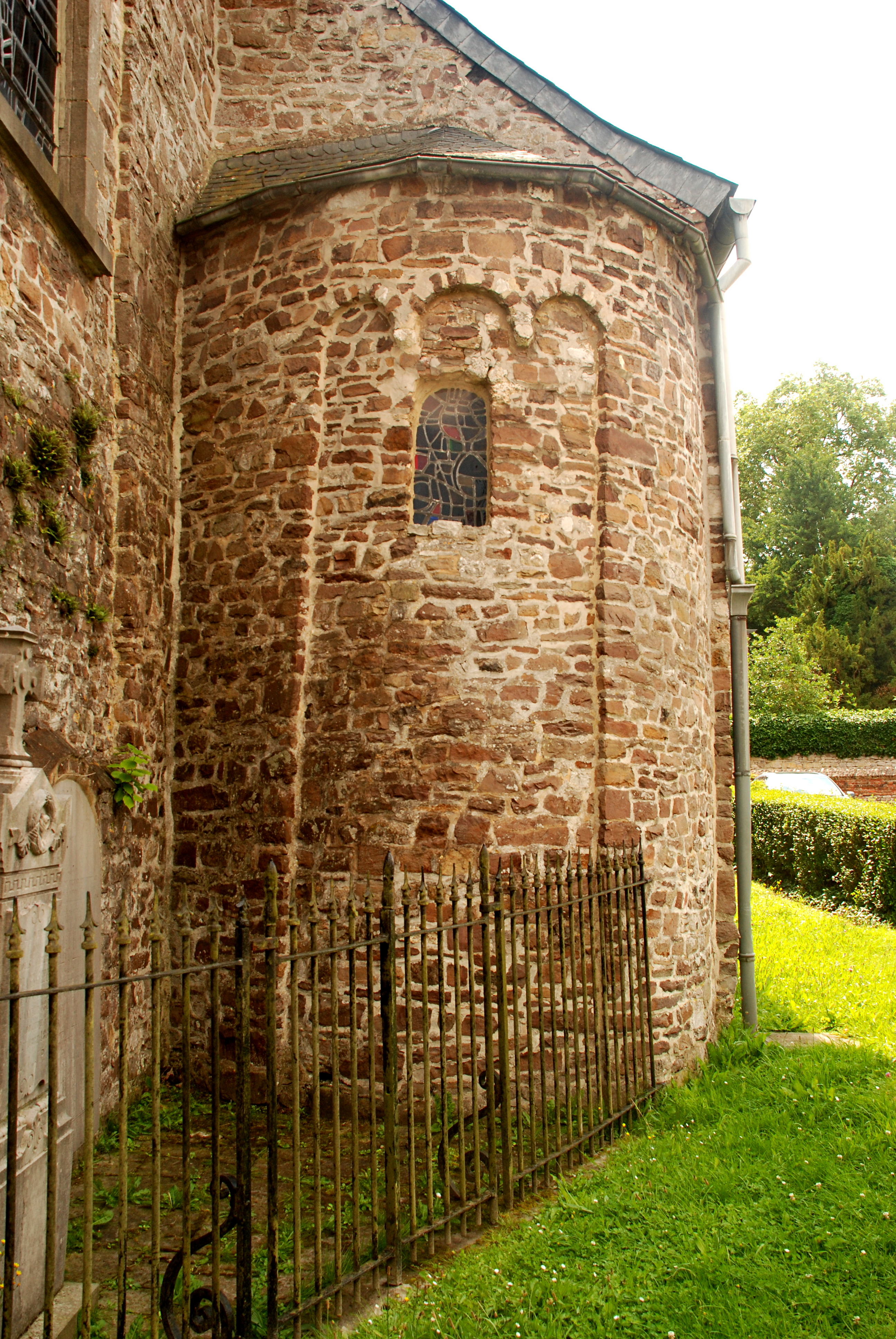
L'absidiole romane.
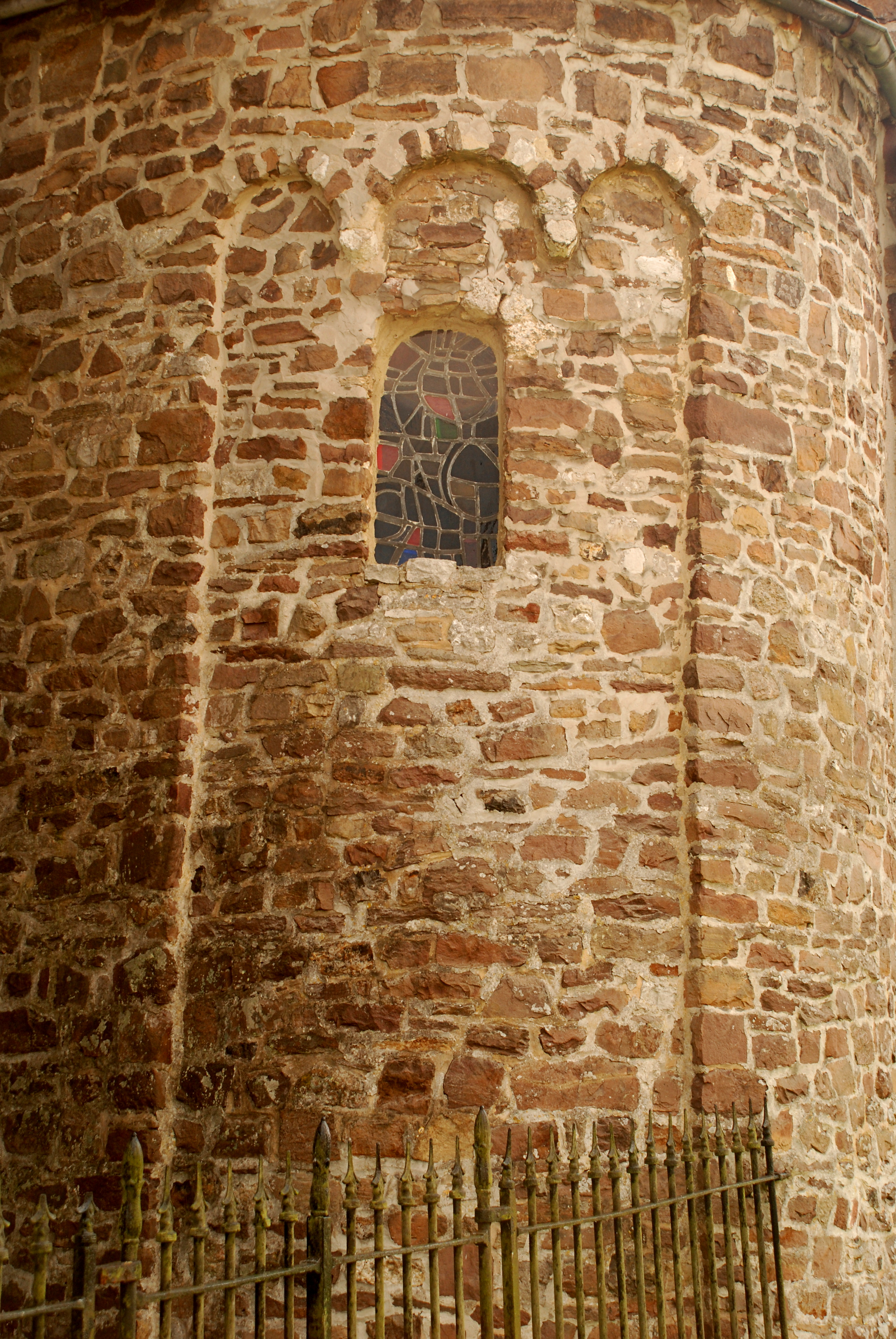
Bandes lombardes.

#### La nef et les collatéraux

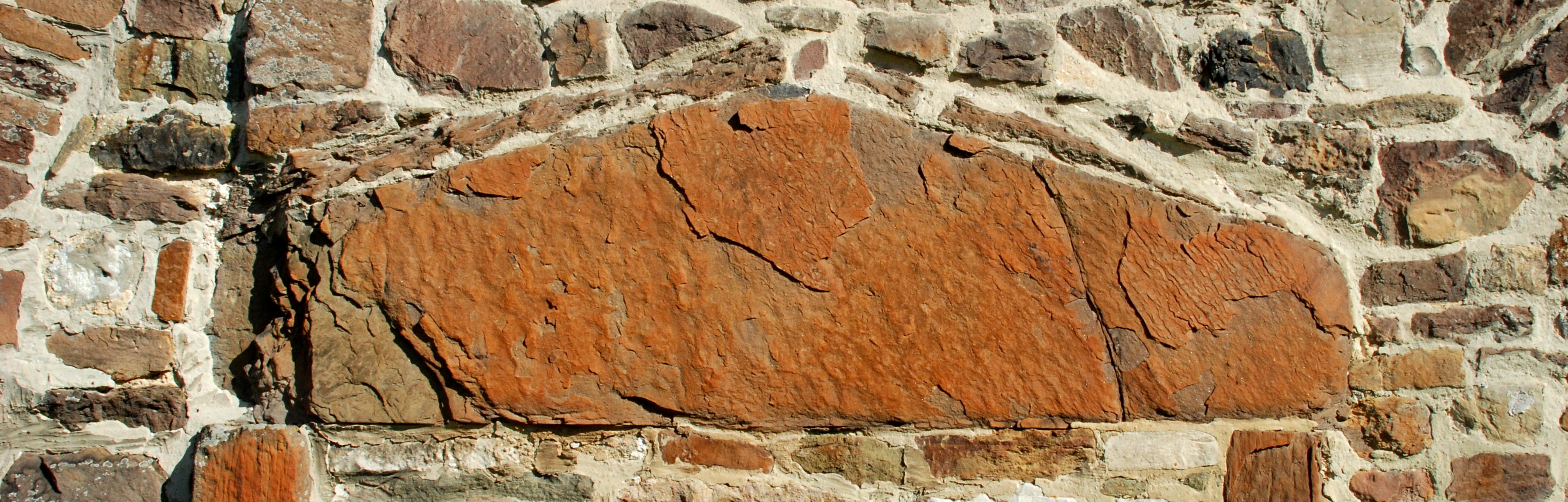
Le linteau de la porte murée.

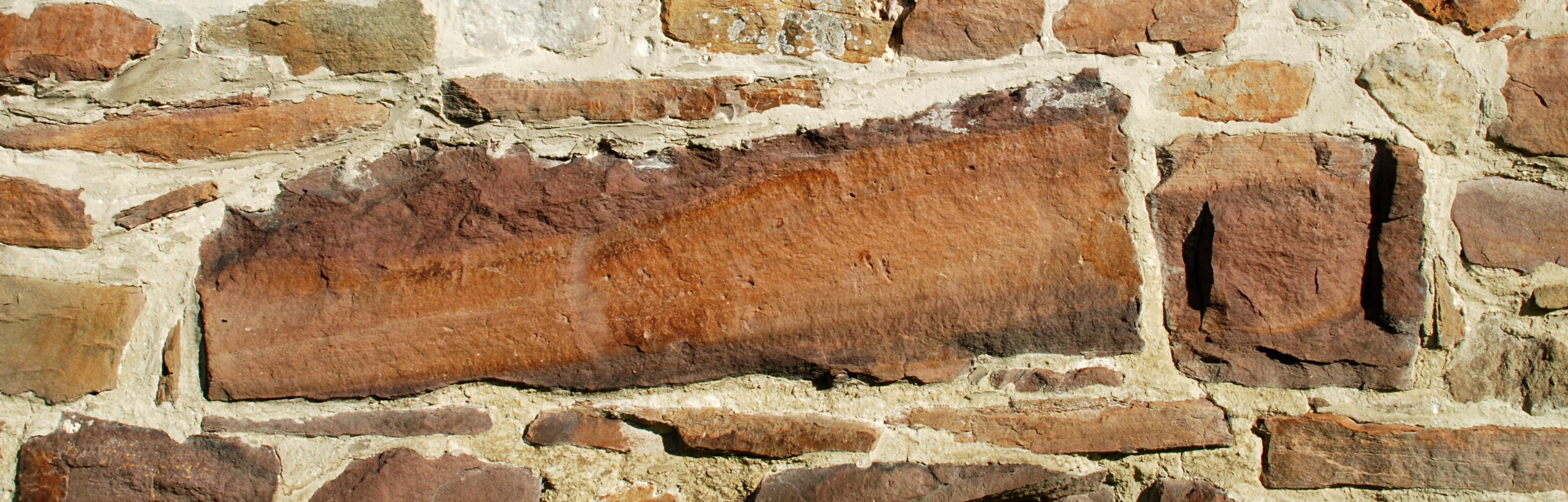
Moellon.

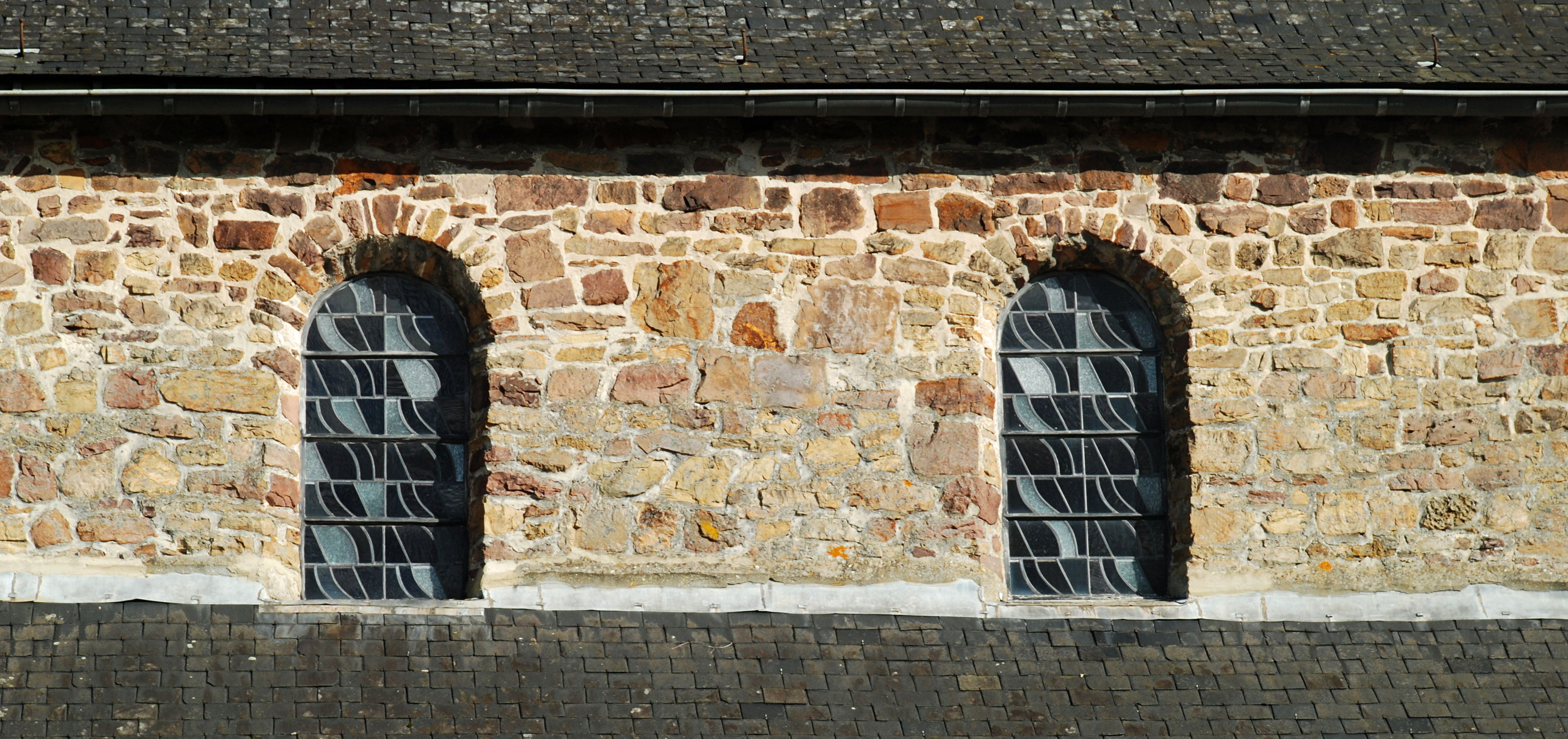
Fenêtres romanes de la façade nord.

L'église possède une nef et deux collatéraux de six travées. Les collatéraux sont percés chacun de six fenêtres cintrées à simple ébrasement et à encadrement de pierre bleue (1865), tandis que la nef est éclairée de chaque côté par six fenêtres de moyenne dimension et sans ornementation, placées très haut, au-dessus du toit des collatéraux, dont l'arc en plein cintre est fait de moellons posés sur chant.
Le mur extérieur du collatéral sud, percé d'une porte durant la première moitié du XIXe siècle à l'emplacement d'un ancien porche, est rythmée par des pilastres en moellons placées entre les fenêtres tandis que le mur extérieur du collatéral nord en est dépourvue.
Le mur extérieur du collatéral nord porte encore la trace d'une ancienne porte - aujourd'hui murée - dont l'encadrement de pierre est composé de deux piédroits et d'un puissant linteau en bâtière à la belle couleur ocre. On remarquera également de beaux blocs de pierre de couleur rose insérés par endroits dans la maçonnerie de cette façade.

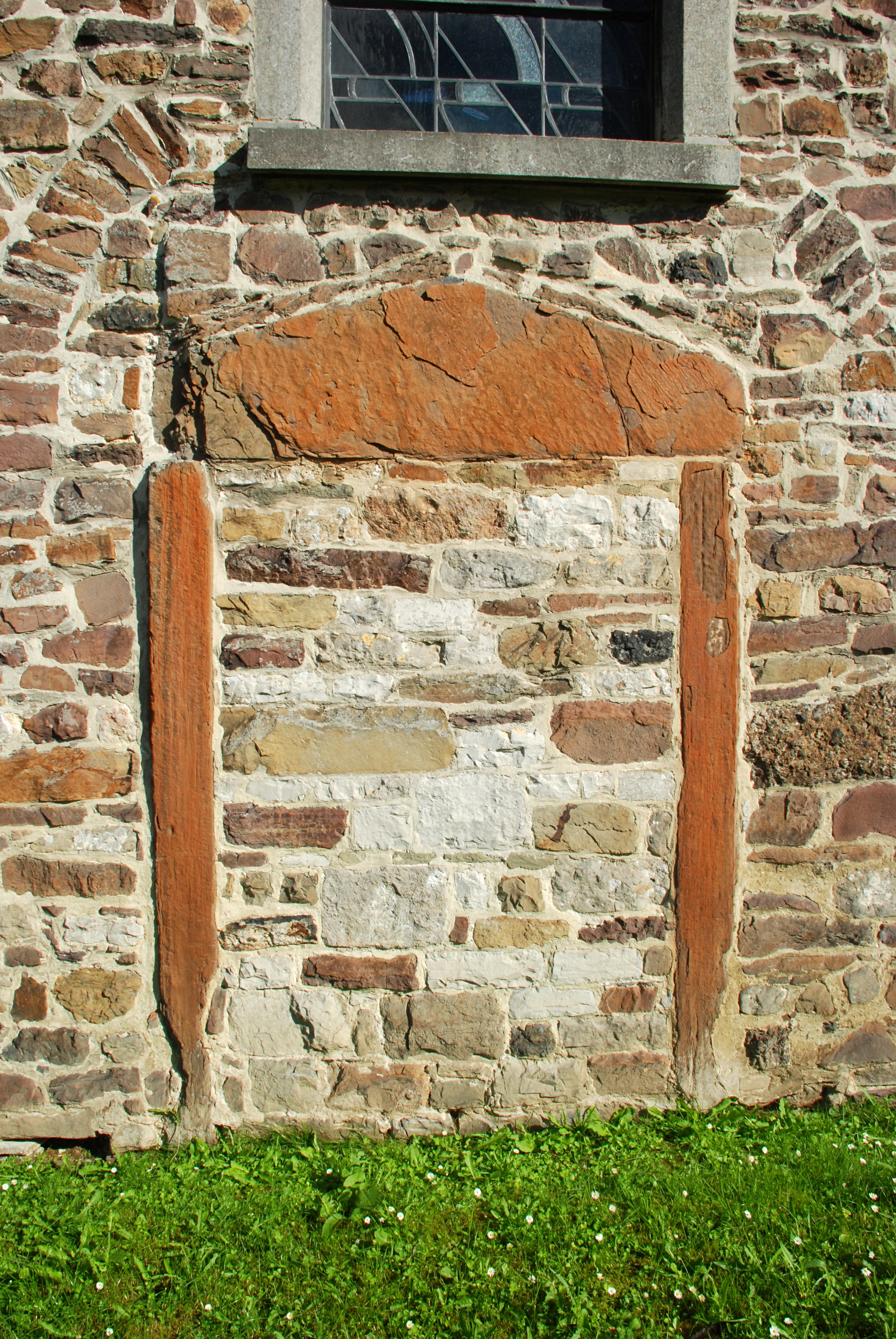
La porte murée.
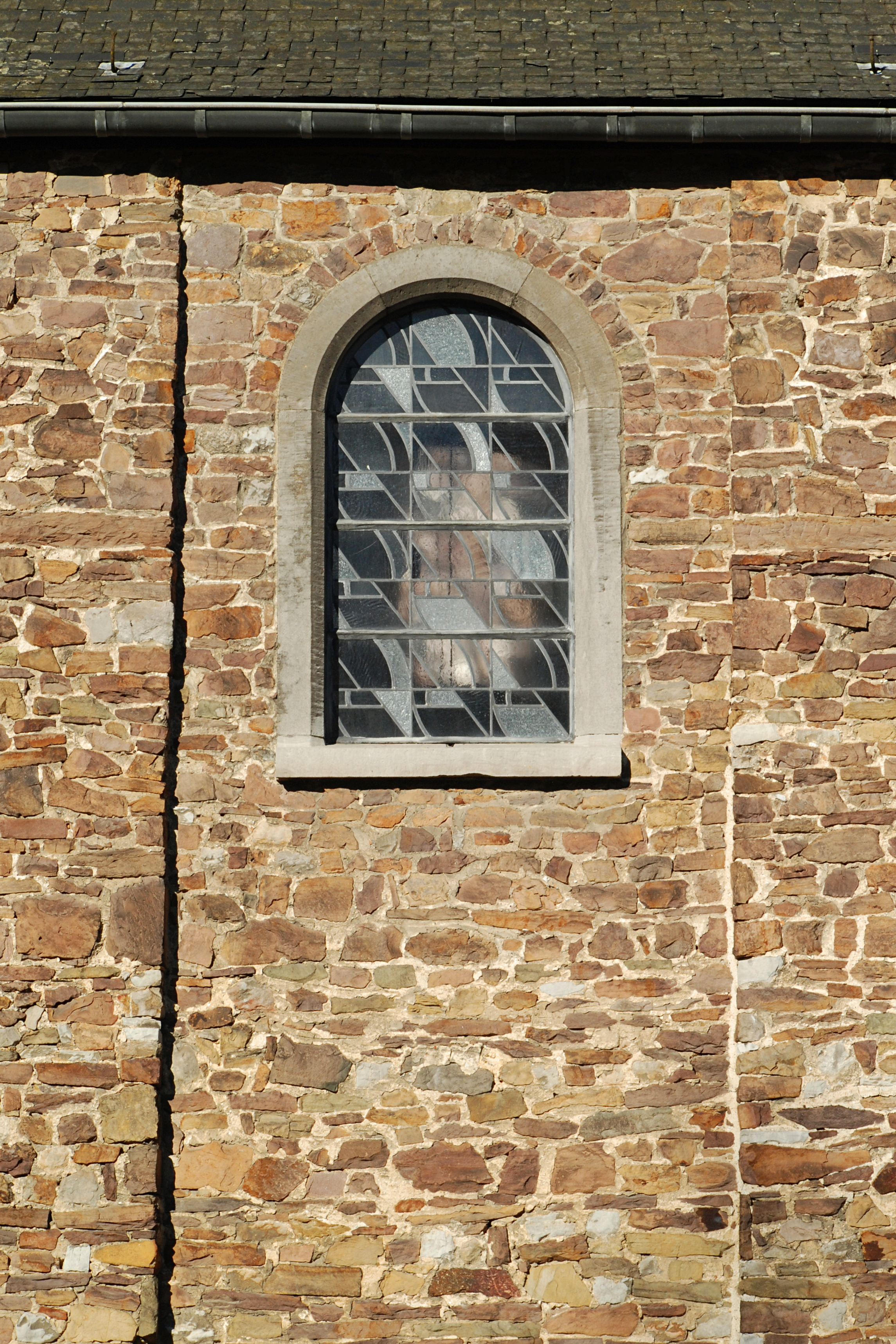
Fenêtre basse.
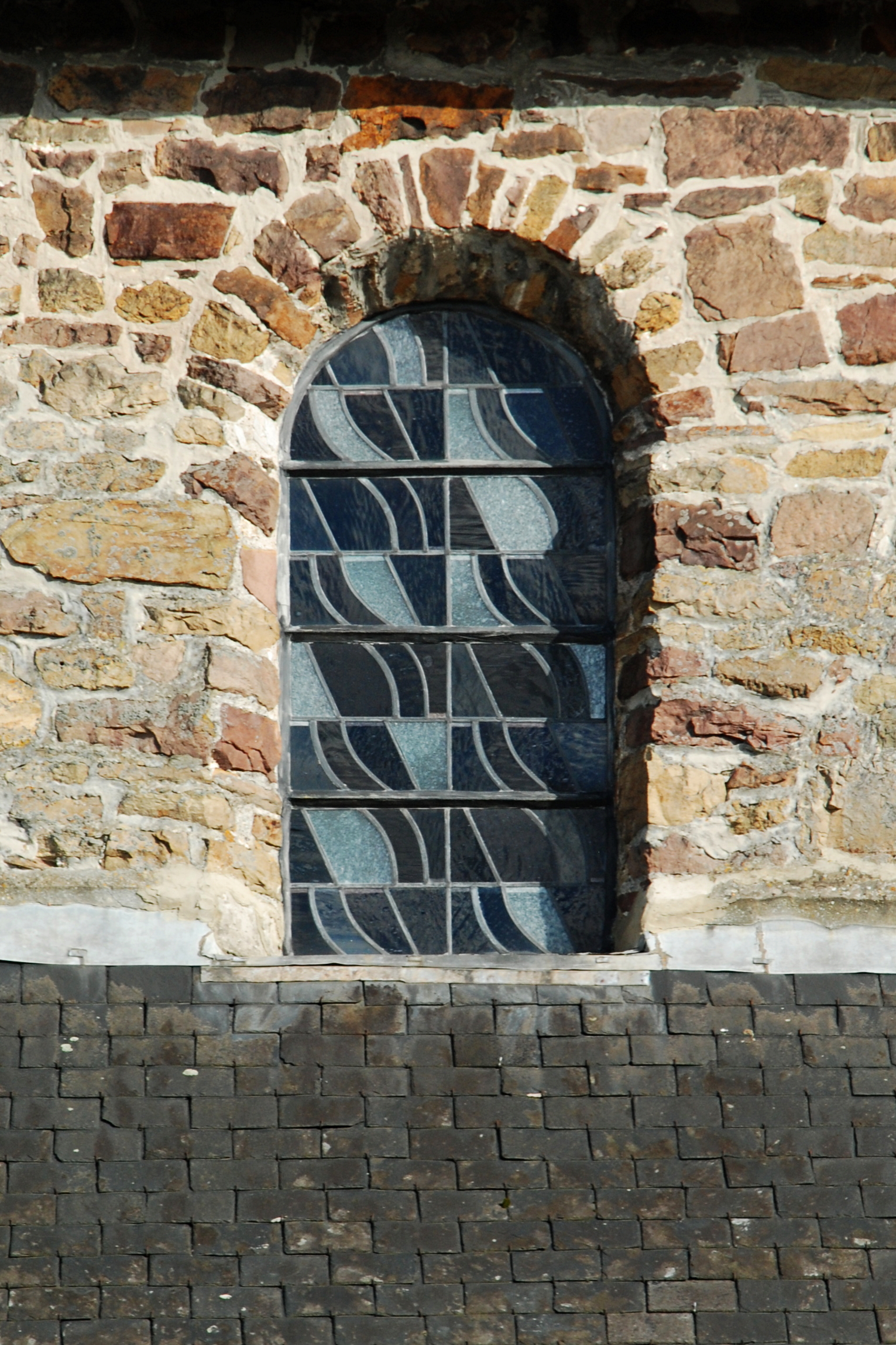
Fenêtre haute.

### Architecture intérieure

#### L'église

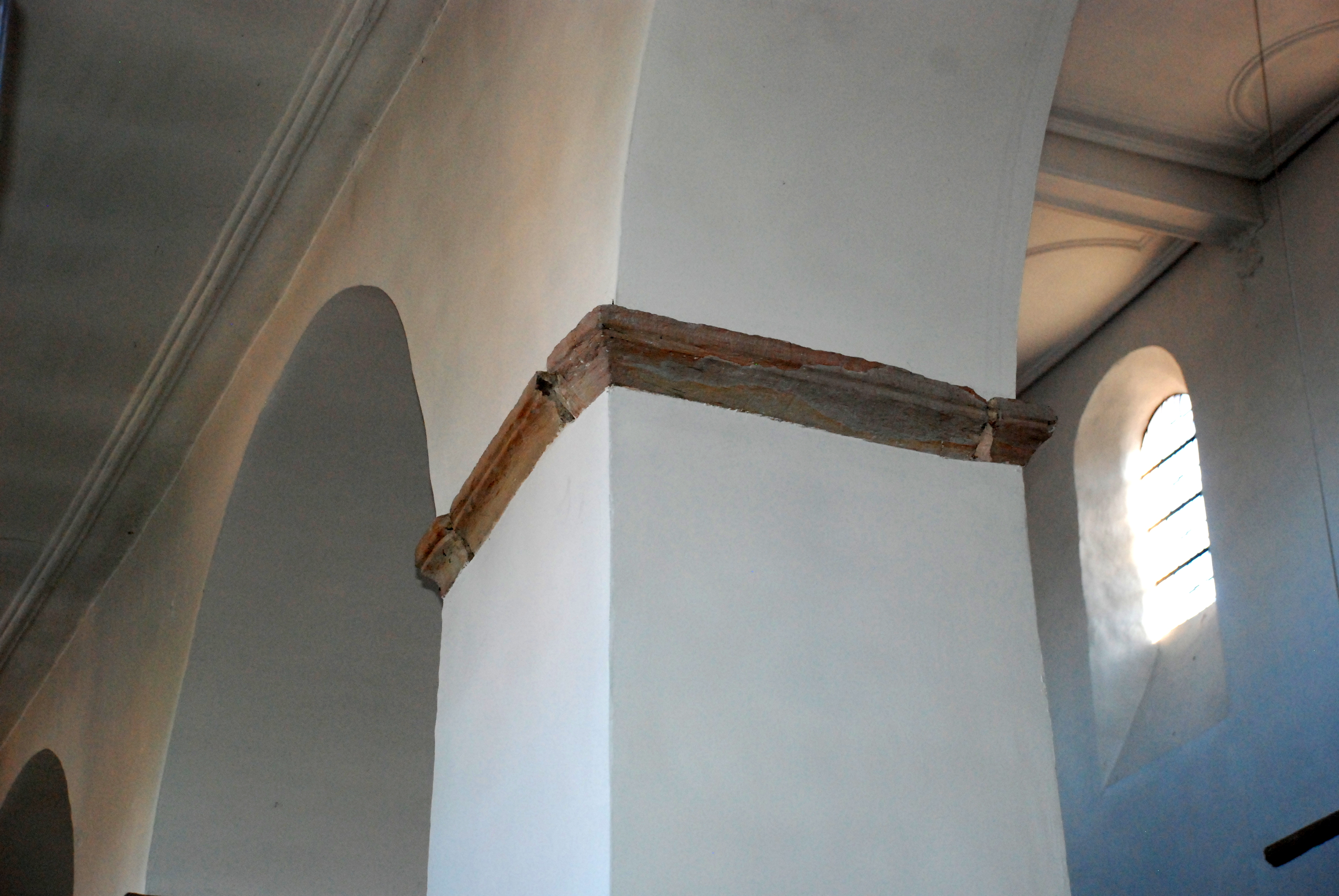
Une imposte.

L'intérieur, pavé de noir et peint en blanc, est sobre et lumineux. 
La nef, au plafond plat stuqué de style classique daté « Anno 1763 », est séparée des collatéraux par de puissants piliers carrés à imposte de pierre non peinte.
La transition avec le chœur est assurée par un grand arc triomphal dont les piliers latéraux sont également mis en valeur par une imposte de pierre.
Le chœur carré, couvert d'une voûte d'arêtes, possède trois côtés lisses percés chacun d'une haute fenêtre cintrée à large ébrasement ornée d'un vitrail moderne aux motifs géométriques hauts en couleur.
Ce chœur, très sobre, présente pour toutes décorations une ancienne pierre tombale dans le mur de gauche et une niche à ogive trilobée dans le mur de droite.

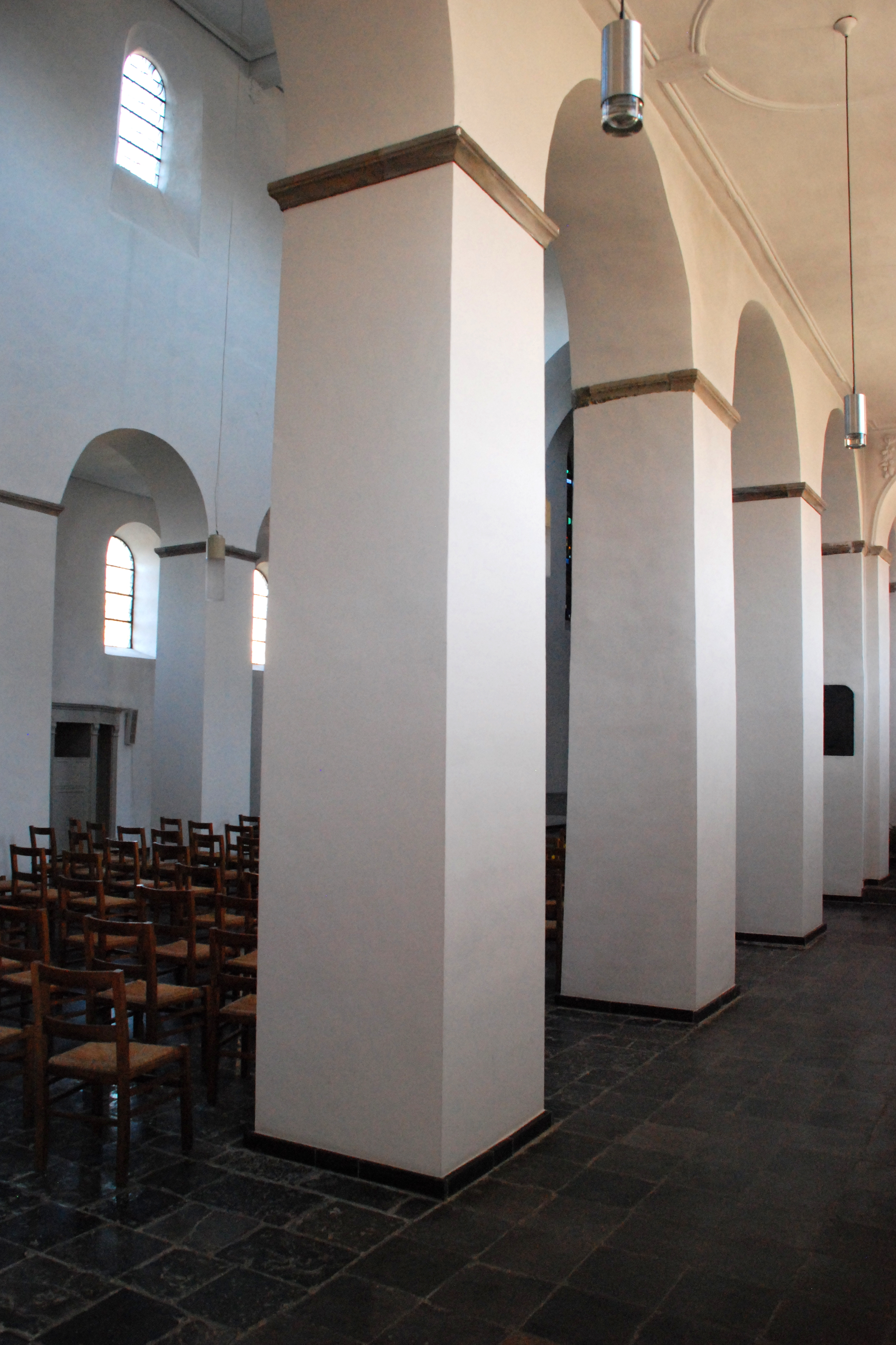
Les piliers.
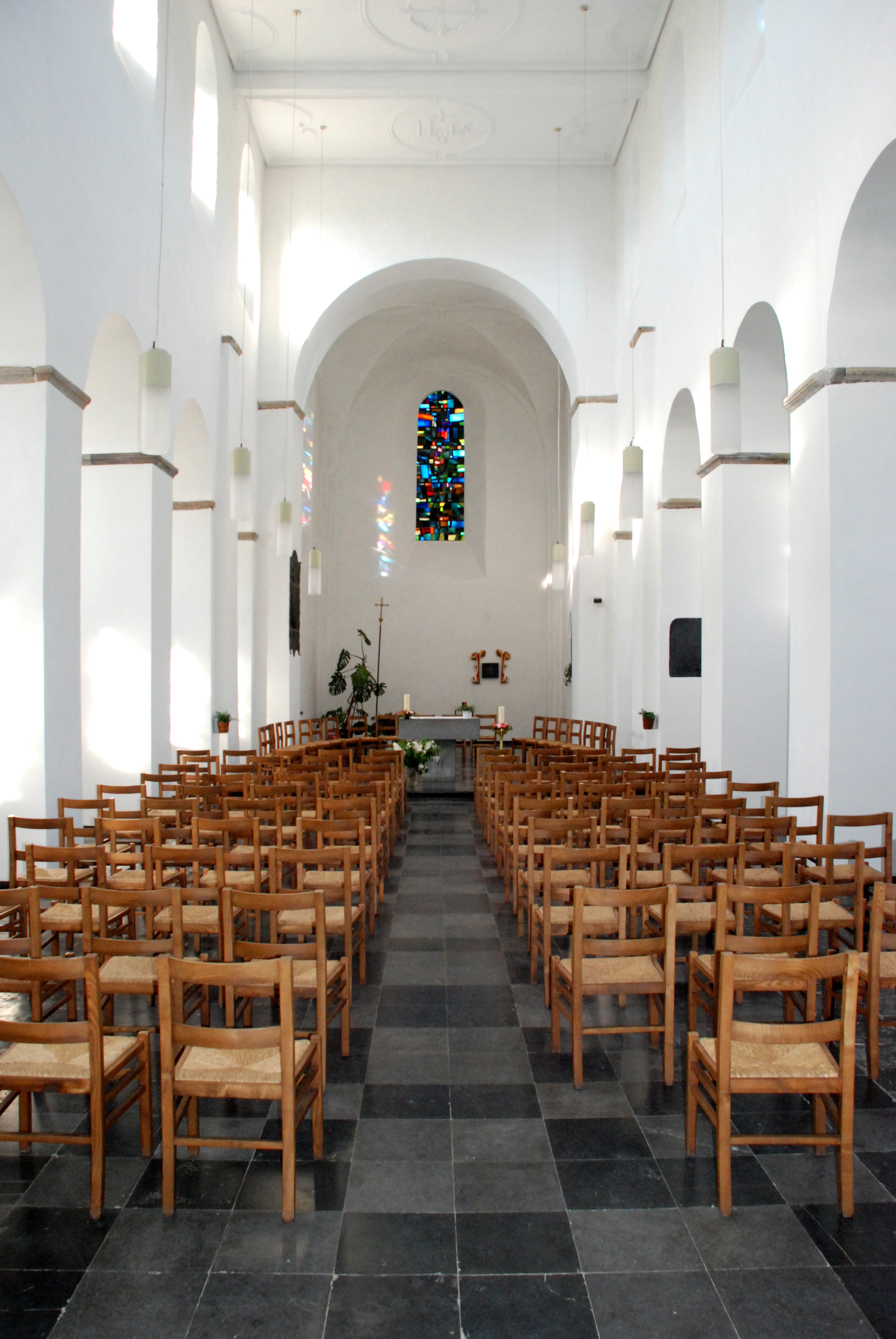
La nef.
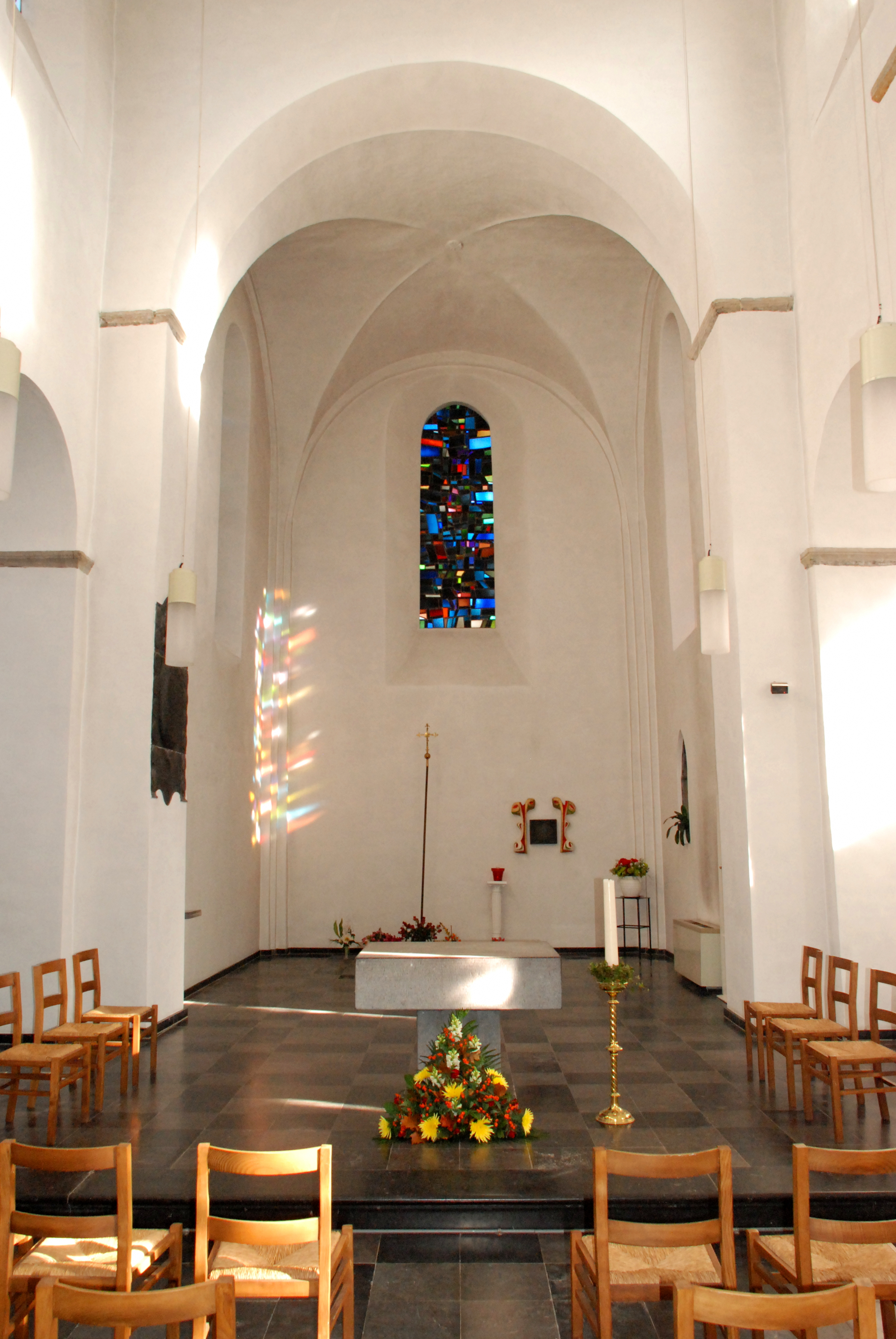
Le chœur.
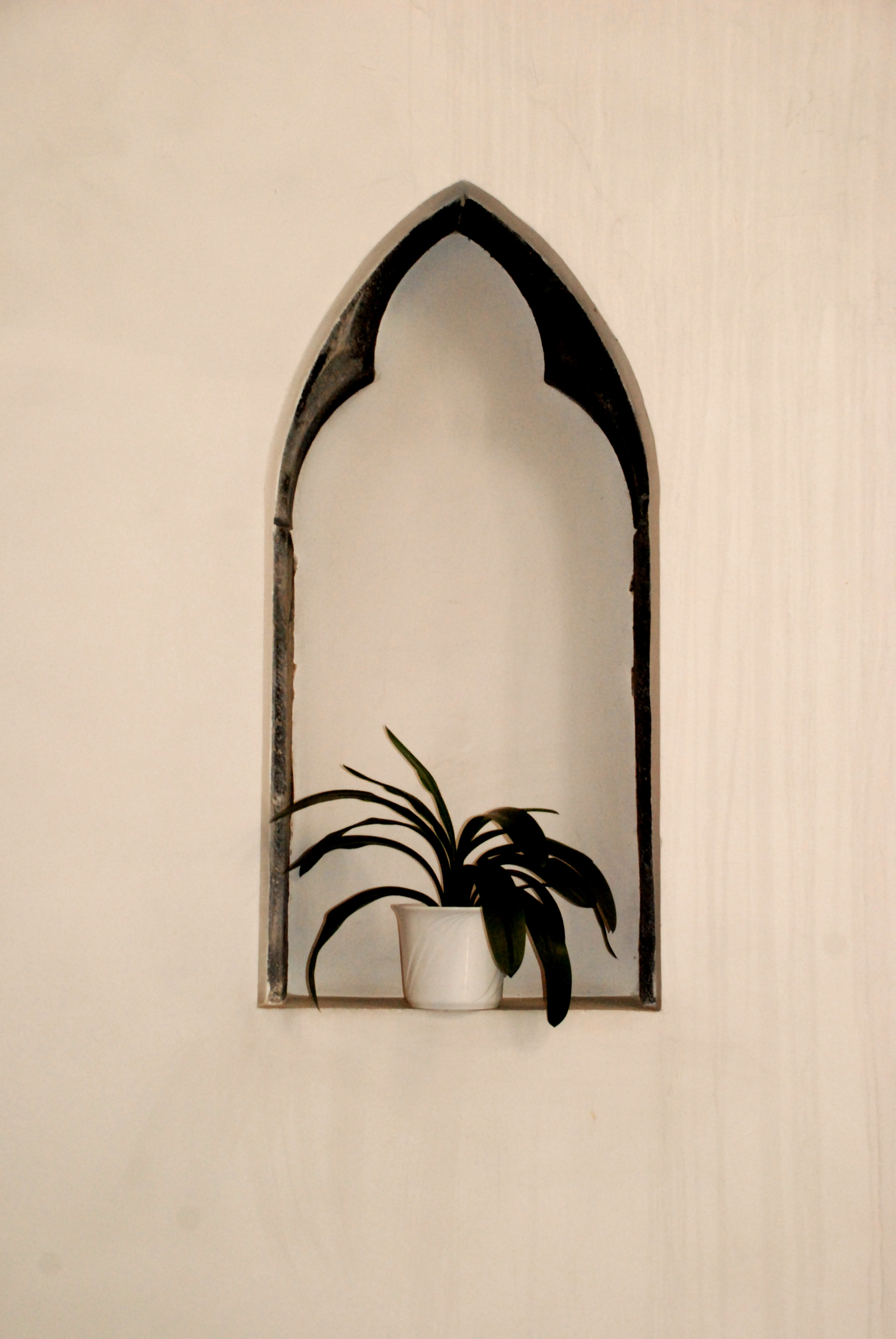
Niche dans le chœur.
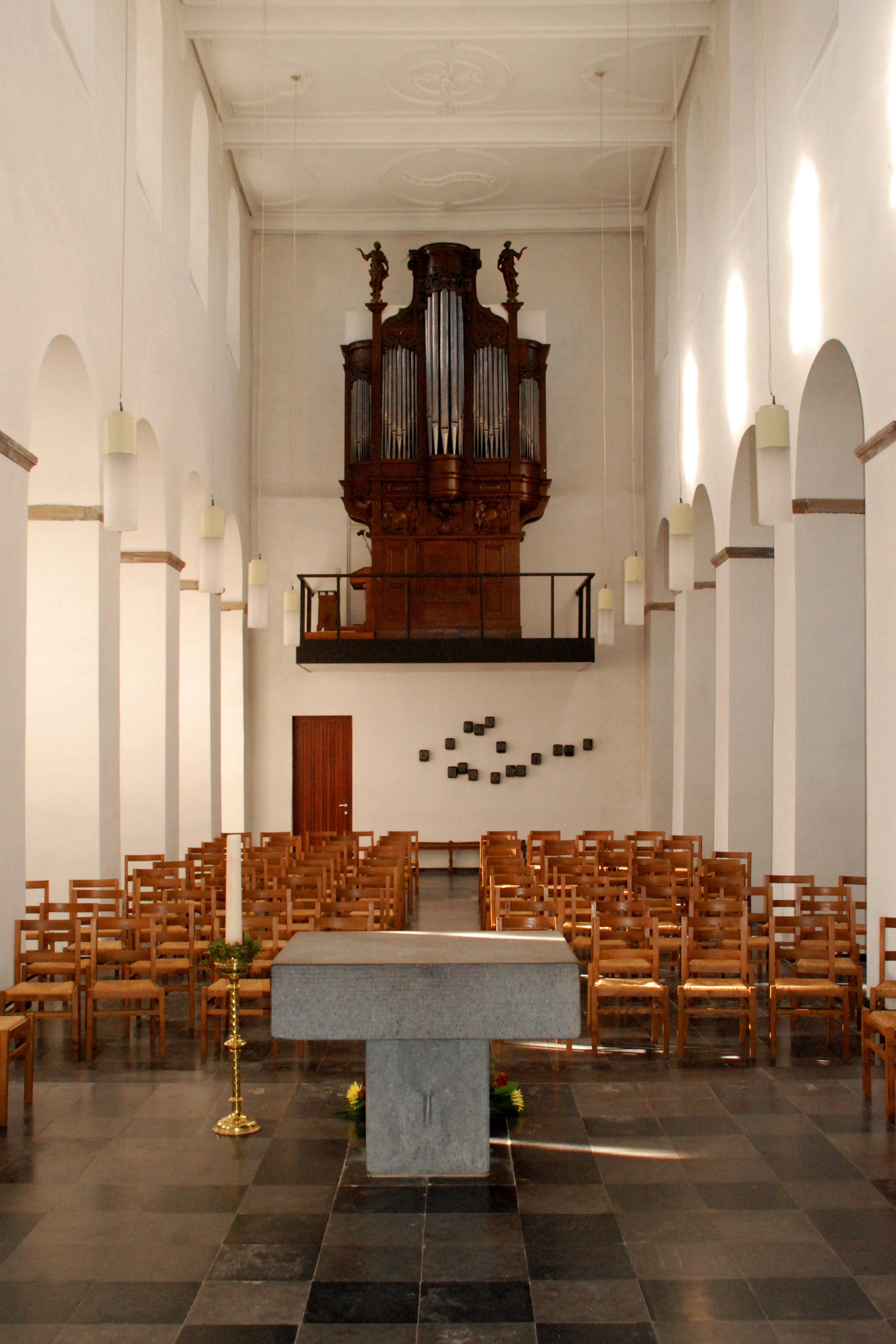
Le fond de la nef.

#### La base de la tour
La base de la tour abrite une salle carrée voûtée d'arêtes, qui faisait office d'école au XVIIIe siècle comme il a été dit plus haut. On y accède par une petite porte située derrière le monument aux morts.
Cette salle est ornée, au nord, d'une cheminée du XVIe ou  XVIIe siècle et, au sud, d'un grand Christ en bois polychrome orné du symbole des quatre évangélistes.
Une porte percée dans le mur oriental de cette salle communique avec un couloir qui débouche dans la nef de l'église, sous le jubé.

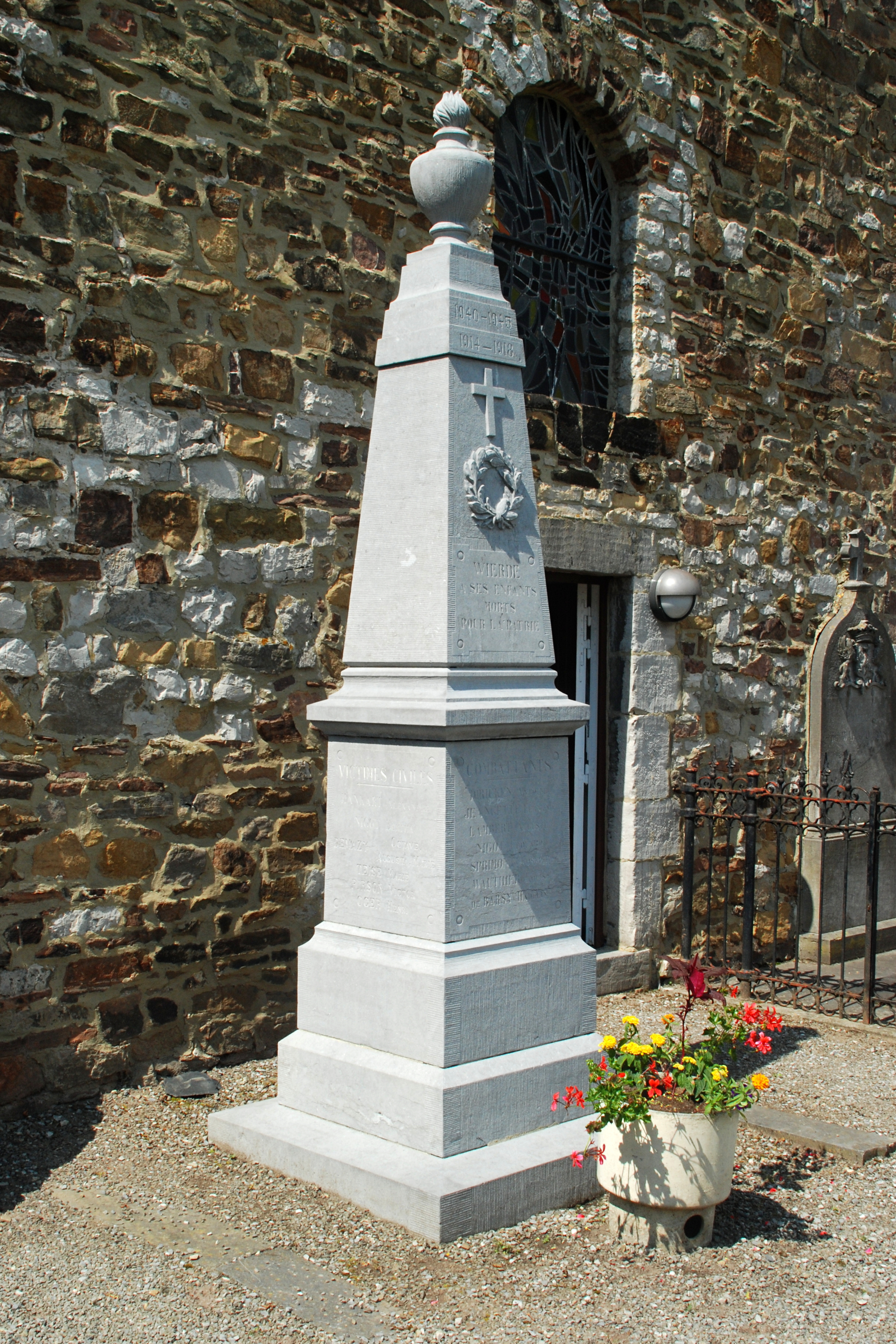
Le monument aux morts.

## Patrimoine

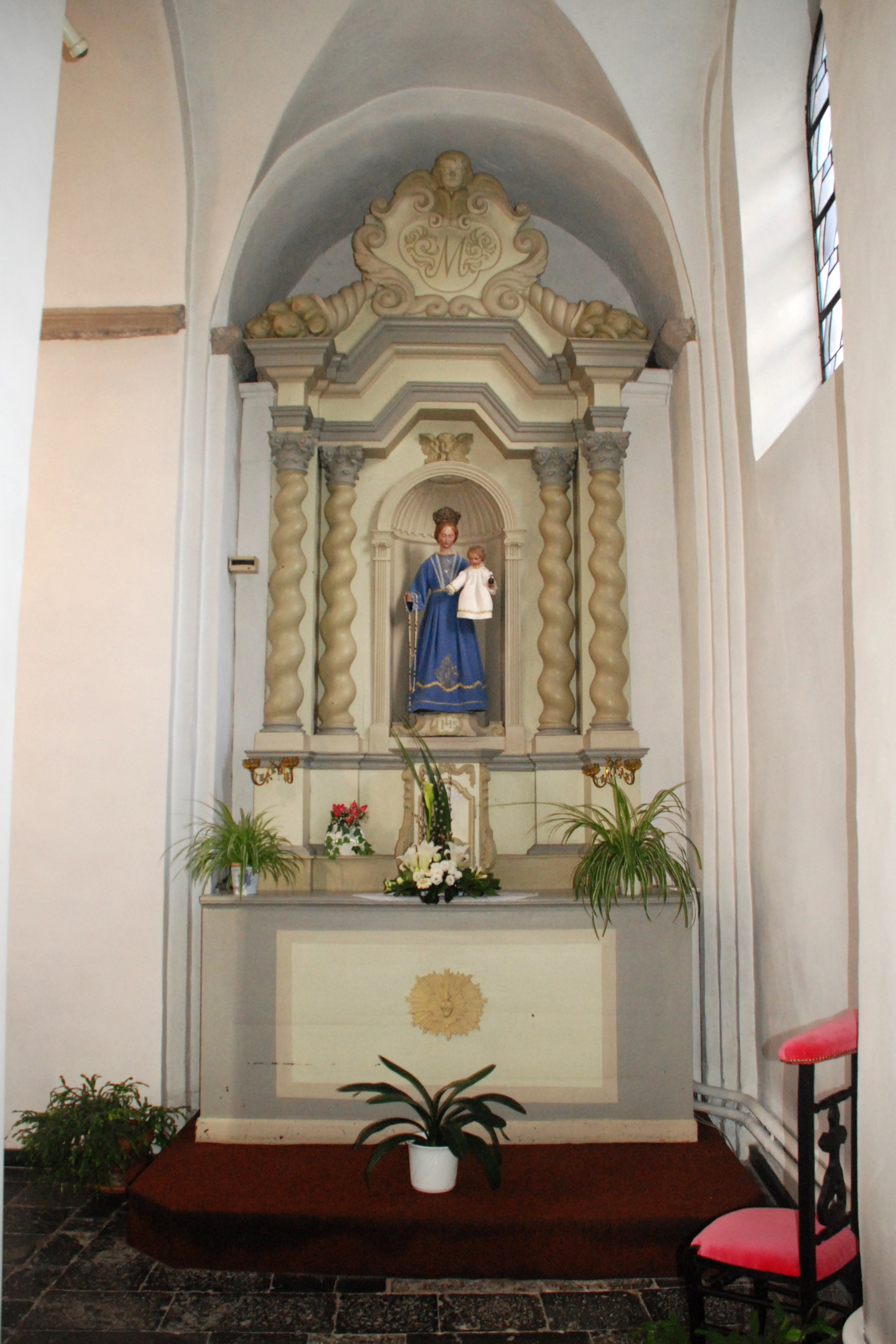
L'autel sud.

L'église possédait jadis trois autels : le maître-autel, l'autel nord placé sous l'invocation de saint Pierre et l'autel sud consacré à Notre-Dame du Rosaire.
Le grand autel et l'autel nord ont été enlevés lors de la restauration de 1975 : le grand autel a été remplacé par un autel moderne réalisé par le sculpteur Jean Williame, et l'autel nord a été remplacé par des fonts baptismaux du même artiste.
Il ne reste donc des autels d'origine que l'autel du collatéral sud, consacré à Notre-Dame du Rosaire. Cet autel baroque aux couleurs crème et gris comporte une niche cintrée abritant la statue de la Vierge et encadrée de quatre colonnes torses dont les chapiteaux composites supportent un entablement portant un grand cartouche orné du monogramme de Marie, flanqué de cornes d'abondance.
Le fond de la nef est occupé par un orgue baroque de 1763, classé depuis 1996.
L'église conserve deux anciennes pierres tombales. L'une est encastrée dans le mur gauche du chœur tandis que l'autre est portée par le dernier pilier du collatéral droit, près de l'autel sud. On peut y lire l'épitaphe suivante :

« Cy Gist Honeste Home
 
Denis de Bremaing

En son Temps Censier de Wez

Qui Trespassat le 24e de Juillet l'an 1627

Et Anne Dubois son Espeuse

Laquelle Trespassat le …

Priez Dieu pour leurs âmes »

On trouve dans les bas-côtés quatre statues de saints en bois polychrome des XVIIe et XVIIIe siècles :
- à gauche :
  - saint Roch, patron des pèlerins et de nombreuses confréries ou corporations, invoqué contre les épidémies ;
  - saint Fiacre, patron des jardiniers ;
- à droite :
  - saint Donat, invoqué contre l'orage et la grêle ;
  - saint Hubert, patron des chasseurs et de nombreuses confréries.

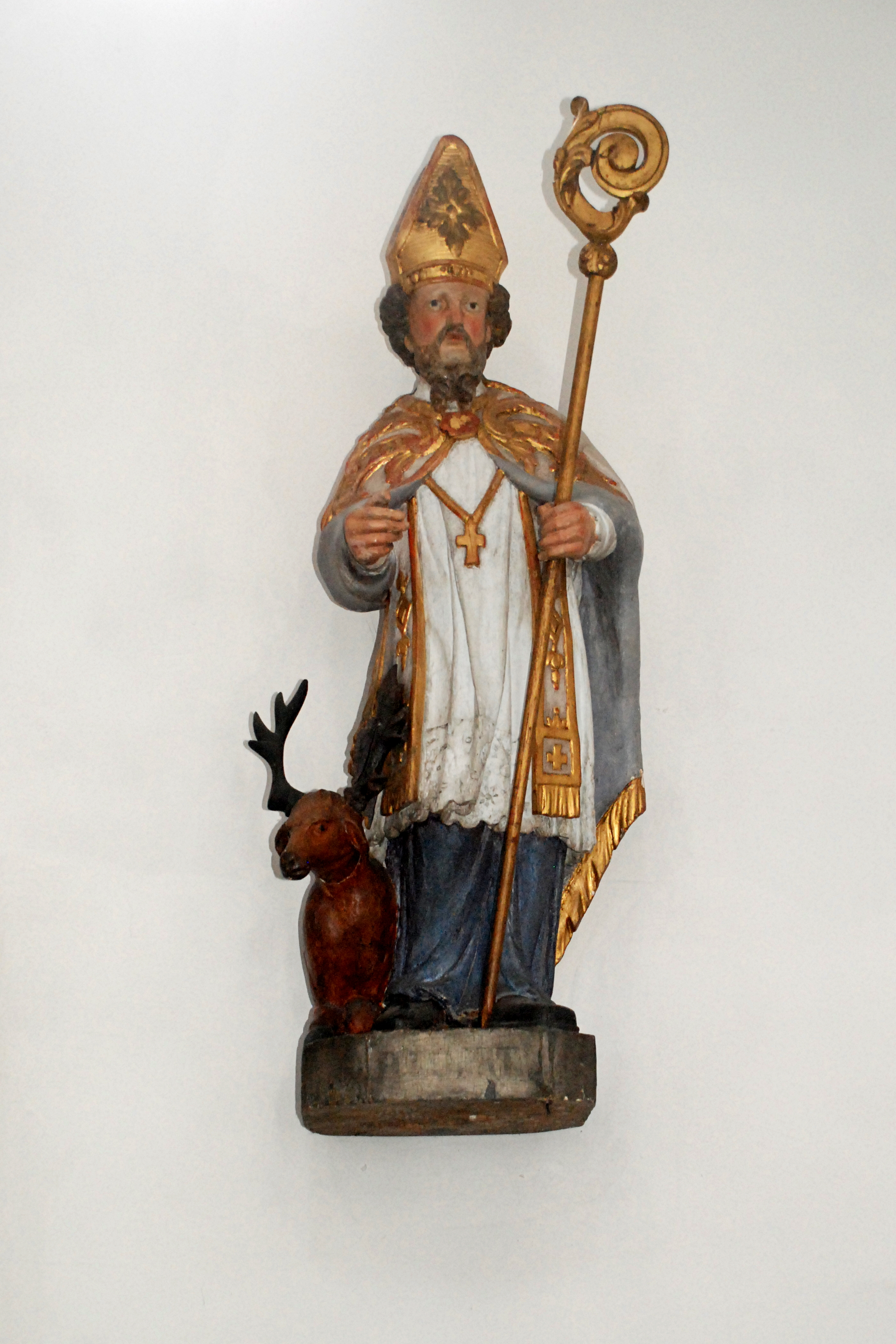
Statue de saint Hubert.
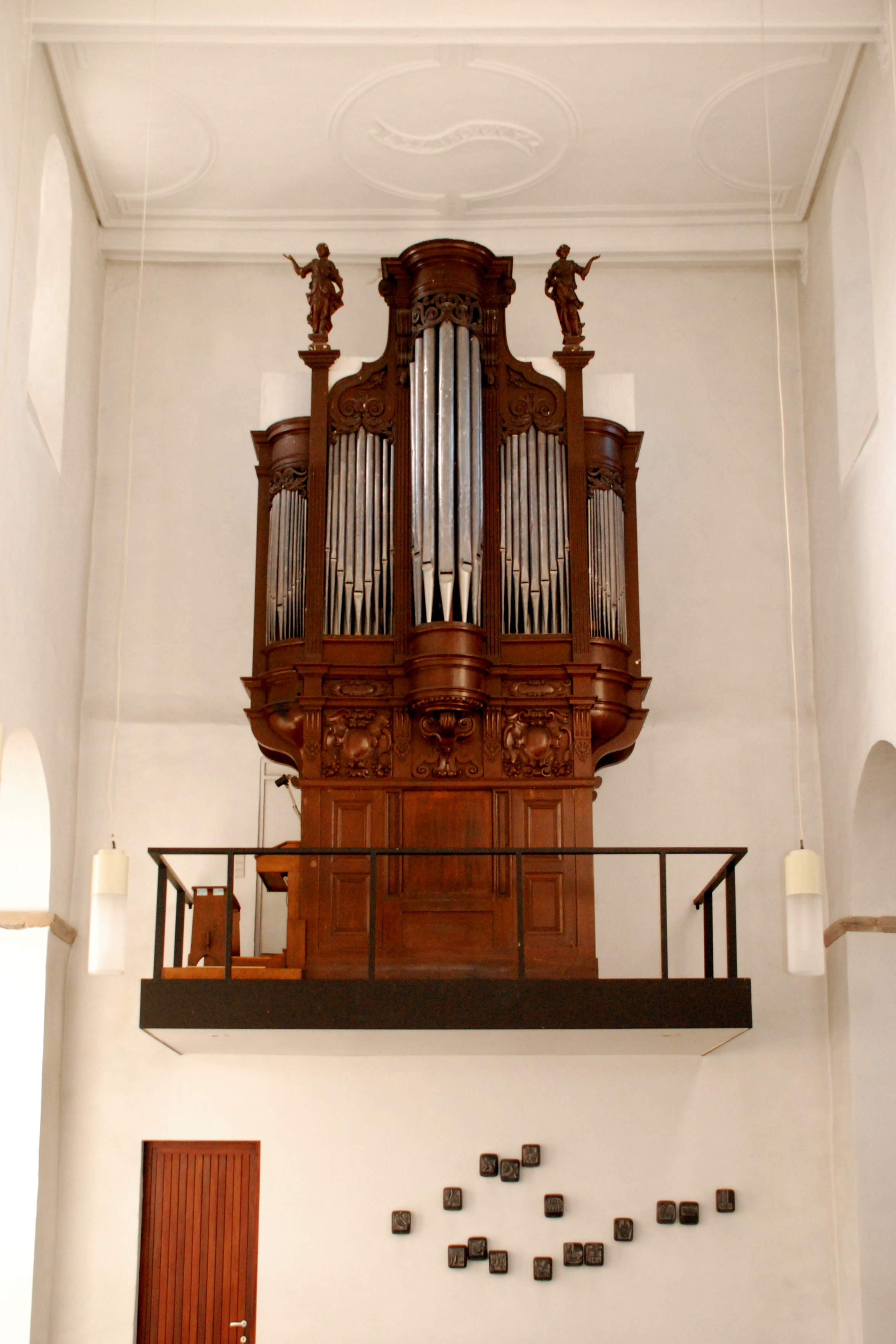
L'orgue.
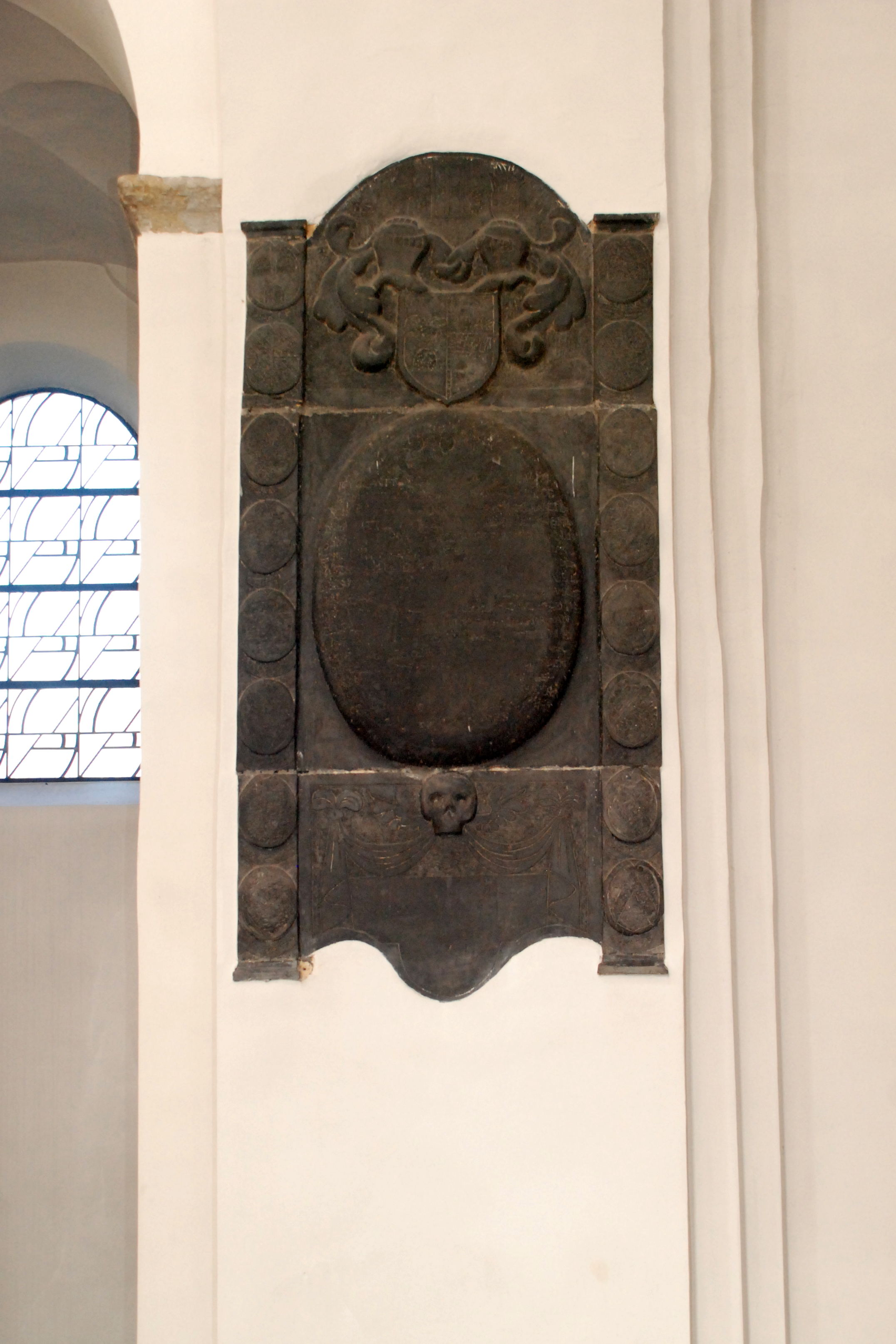
Pierre tombale du chœur.
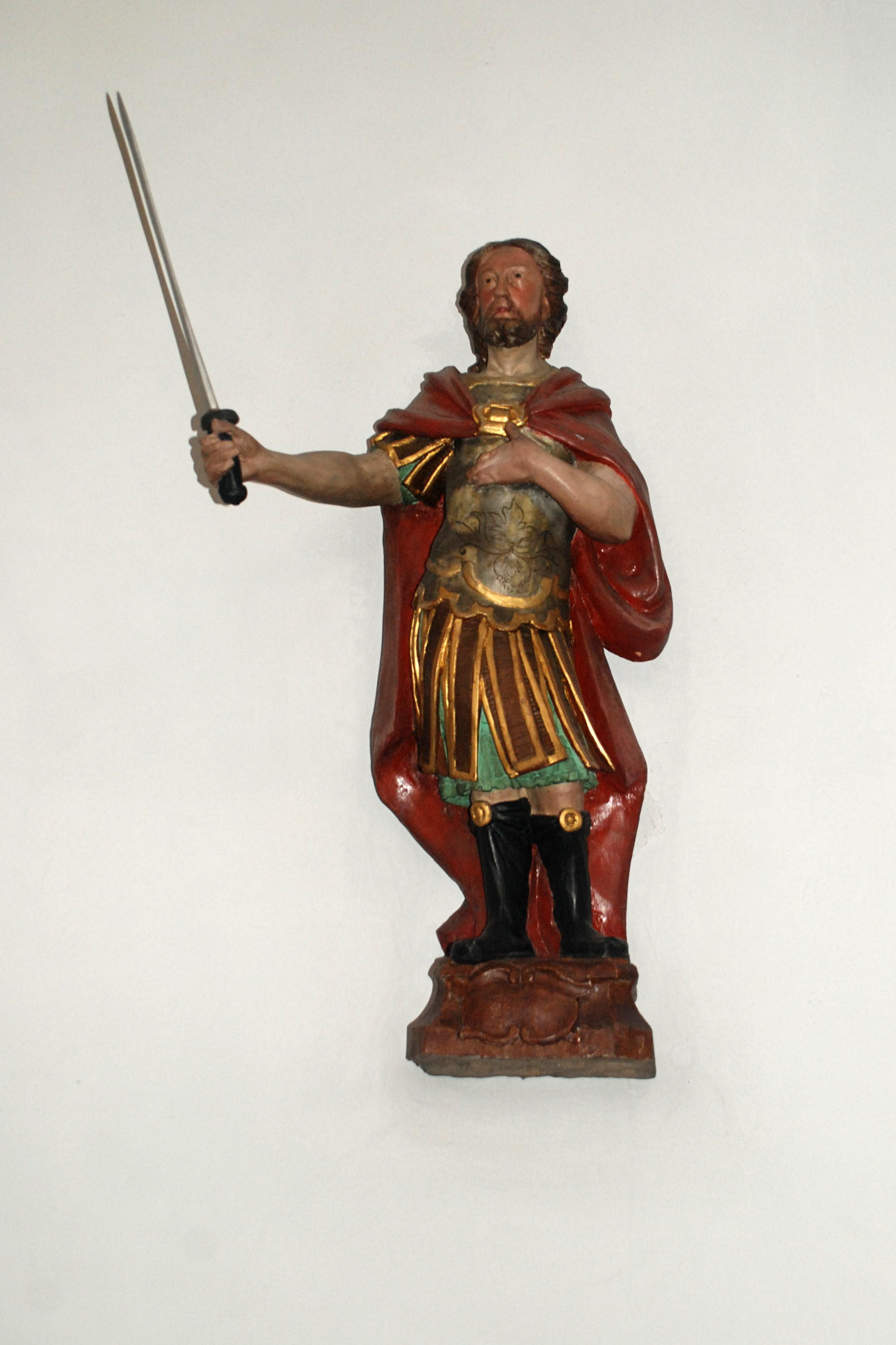
Statue de saint Donat.